# 제주감귤

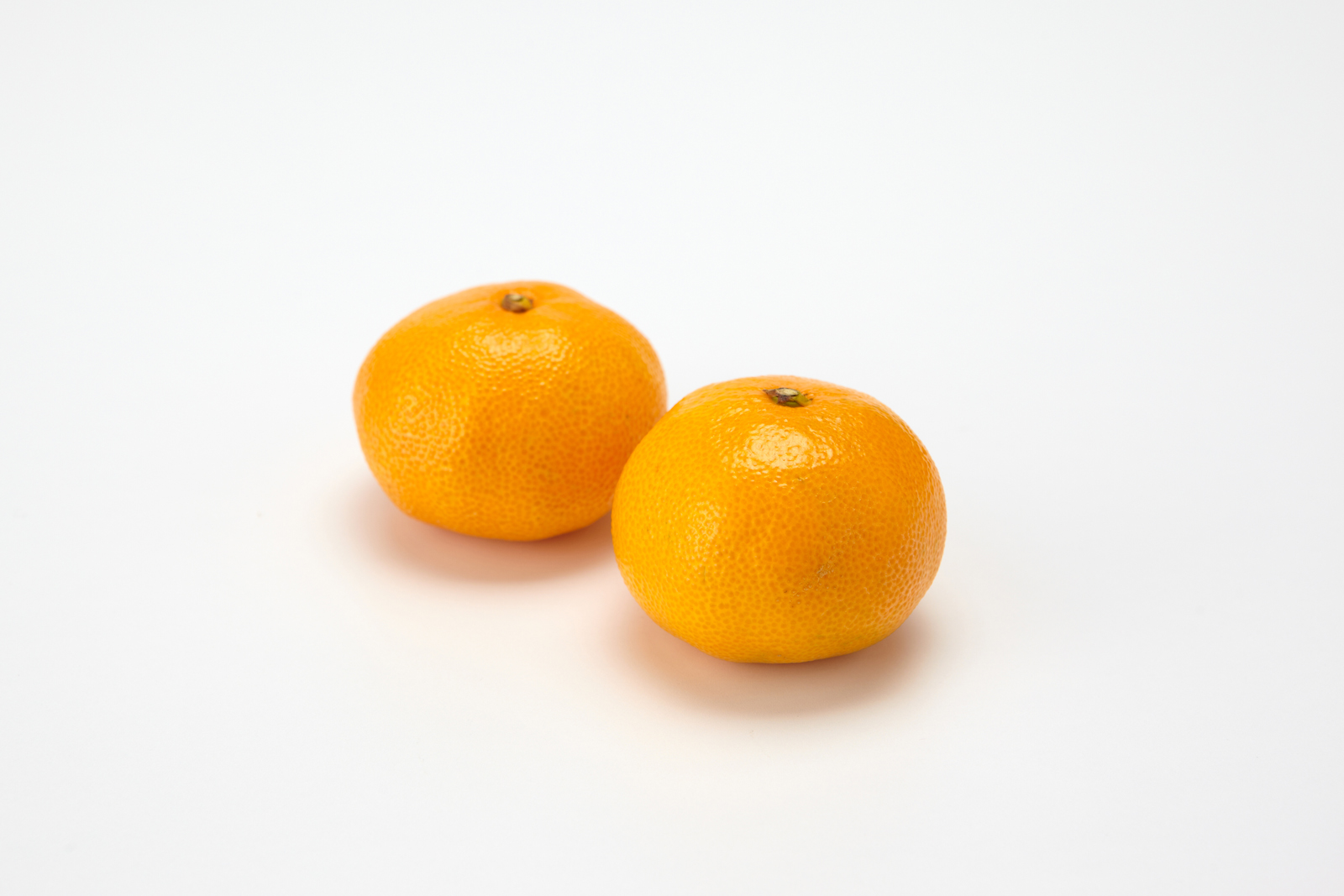
서귀포산 감귤(온주귤)

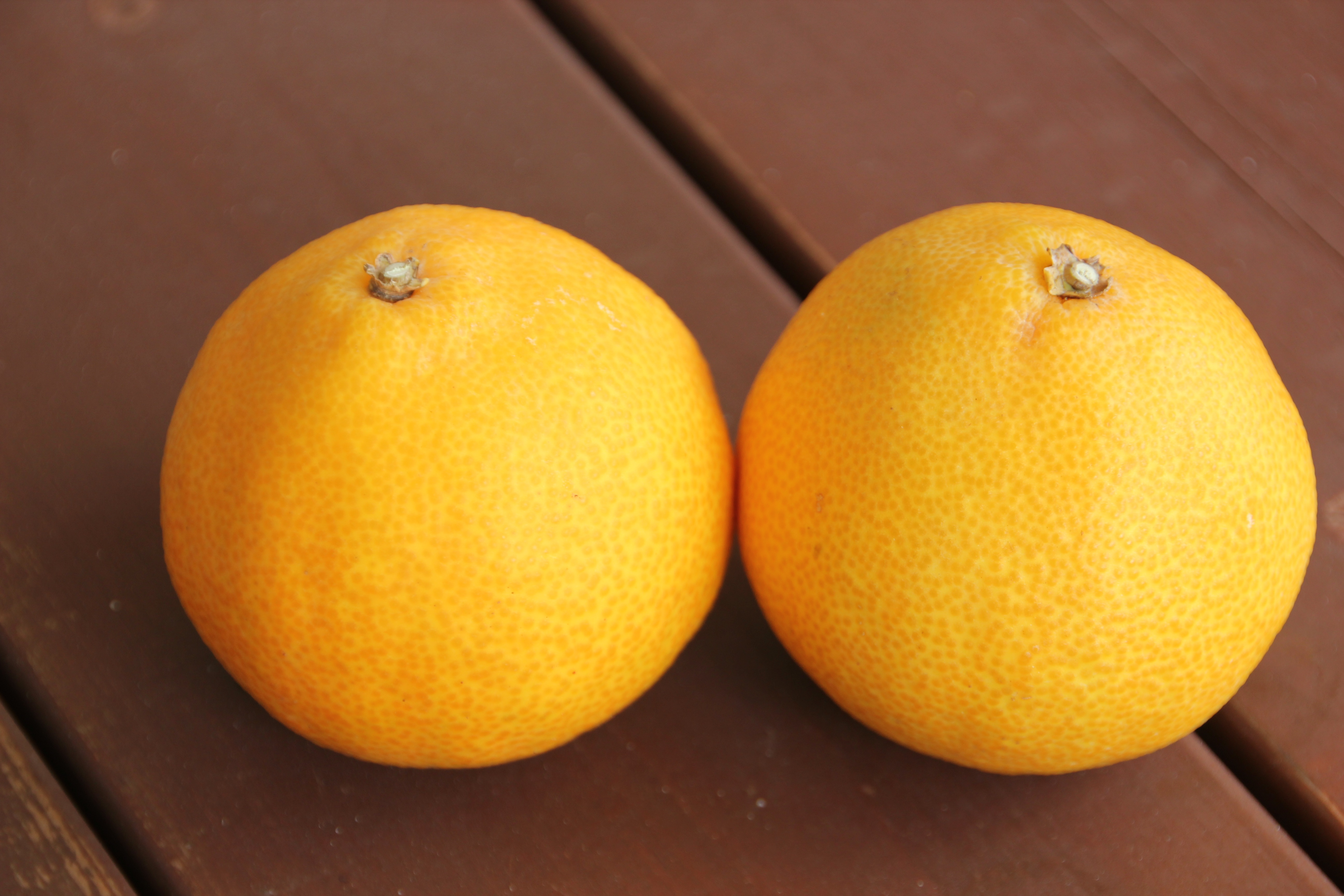
제주도산 천혜향

제주감귤(濟州柑橘)은 제주도의 특산물인 감귤류를 통틀어 이르는 말이다. 크게 제주도 재래 감귤류와 제주도산 재배 감귤류로 나누어진다.

## 역사
삼국시대부터 탐라국에서 백제와 같은 나라들에게 귤을 선물했다고 한다.
《조선왕조실록》에도 제주감귤이 여러 차례 언급되는데, 가장 이른 것은 《태종실록》 24권 1412년(태종 12년) 11월 21일 기사 및 26권 1413년(태종 13년) 10월 20일 기사에는 상림원 별감 김용(金用)을 제주로 보내어, 감귤 수백 그루를 순천 등 전라도 바닷가 고을에 옮겨 심었다는 기록이다.
조선 시대에는 제주감귤이 임금에게 진상되기도 하였다. 《세종실록》 11권 1421년(세종 3년) 1월 13일 기사에는 제주도의 진상 품목으로 감자(柑子), 유자(柚子), 동정귤(洞庭橘), 유감(乳柑), 청귤(靑橘)이 언급되며, 그 외에 151권 〈지리지〉의 전라도 제주목 아래에는 토공(土貢)으로 감자, 유자, 유감, 동정귤, 금귤(金橘), 청귤, 산귤(山橘)이 기록되어 있다. 《세조실록》 2권 1455년(세조 1년) 12월 25일 병인 1번째기사에는 감귤이 "종묘에 바치고 손님을 대접하는, 그 쓰임이 매우 절실한" 과일로 언급되며, 여러 과실 중에서 "금귤과 유감, 동정귤이 상품이고, 감자와 청귤이 다음이며, 유자와 산귤이 그 다음"이라 언급된다. 1702년 제주목사 이형상이 제주도의 각 고을을 순회한 장면을 화공 김남길이 기록한 채색 화첩인 《탐라순력도》의 〈감귤봉진〉에 감자, 당유자, 동정귤, 유감, 유자, 금귤, 청귤, 산귤 등 8개 품종 감귤 4만 개가 진상되었다고 기록되어 있다.
감귤 진상에 따른 제주도민의 고통도 기록되어 있다. 《세종실록》 36권 1427년(세종 9년) 6월 10일 기사에는 제주도 찰방 김위민이 오랜 폐단을 고발한 것이 기록되어 있는데, "지방관이 민가의 감귤을 진상한다고 칭탁하고 나무를 세어 장부에 기록하고, 열매가 겨우 맺을 만하면 열매 수를 세어 감독해서 봉하여 두고, 혹시 그 집 주인이 따는 일이 있으면 절도죄로 몰아대고 전부 관에서 가져가므로, 백성은 이익을 보지 못하여 서로가 원망하고 한탄"한다고 쓰여 있다. 《성종실록》 225권 1489년(성종 20년) 2월 24일 기사에서는 "제주 백성 중 감귤 나무를 가진 자가 있으면 수령이 열매가 맺든지 아니 맺든지 괴롭게 징수하여 백성들이 살 수 없어서 나무를 베고 뿌리를 없애는 자까지 있다"며 제주에서 귤 재배를 하면 세금을 감해 주도록 하라는 것이 기록되어 있다. 또한 《세조실록》 2권 1455년(세조 1년) 12월 25일 기사에도 공물을 채우려고 "나무를 심는 집에 겨우 열매가 맺으면 억지로 간수(看守)하게 하고, 낱수를 헤아려서 표지를 달고, 조금이라도 축이 나면 곧 징속(徵贖)하게 하고, 또 주호(主戶)로 하여금 관부(官府)까지 운반해 오게 하며, 만일 기한에 미치지 못하면, 형벌을 엄하게 하여 용서하지 아니하기 때문에, 백성들이 나무를 심기를 즐겨하지 아니하고, 심한 자는 혹 뽑아 버리기까지 한다"며 제주 도안무사에게 감귤 공납의 민폐를 줄일 것을 명한 기록이 있다. 《영조실록》 67권 1748년(영조 24년) 1월 10일 기사에도 방금 제주에서 체직되어 돌아온 동부승지 한억증에게 "감귤(柑橘)의 진공 또한 폐단이 있어 여항(閭巷) 사이에 이 나무가 나면 반드시 끓는 물을 부어 죽인다고 하니, 사실이 그런가?"하고 물으니, 한억증이 그렇다고 대답한 기록이 있다.

## 종류

### 재래 감귤
제주도에서 오랫동안 재배해온 재래 작물이다.
- 감자(C. benikoji hort. ex Tanaka)
- 금귤(C. japonica Thunb.)
- 당유자(C. maxima 'Dangyuja')
- 동정귤(C. erythrosa hort. ex Tanaka)
- 병귤(C. platymamma hor. ex Tanaka)
- 빈귤(C. leiocarpa hort. ex Tanaka)
- 사두감(C. pseudogulgul hort. ex Shirai)
- 유감(C. suavissima hort. ex Tanaka)
- 유자(C. × junos Siebold ex Tanaka)
- 지각(C. × aurantium 'Jigak')
- 진귤(C. sunki (Hayata) hort. ex Tanaka)
- 청귤(C. × nippokoreana Tanaka)
- 편귤(C. × tangerina 'Pyeongyul')
- 홍귤(C. × tachibana (Makino) Tanaka)

### 재배 감귤
많은 수가 일제강점기 이후에 재일교포 등에 의해 일본에서 도입되어 재배되기 시작했다. 2010년대 후반부터 하례귤, 가을향, 미니향, 윈터프린스 등 국내 개발 품종도 재배되기 시작했다.
- 감귤(Mandarin)
  - 온주귤(Unshiu Mandarin)
  - 하례귤(Harye Mandarin)
- 금귤(Kumquat)
- 라임(Lime)
- 레몬(Lemon)
- 만감(Tangor)
  - 가을향(Gaeulhyang)
  - 레드향(Kanpei)
  - 미니향(Minihyang)
  - 윈터프린스(Winter Prince)
  - 진지향(Tsunokaori)
  - 천혜향(Setoka)
  - 청견(Kiyomi)
  - 팔삭(Hassaku)
  - 한라봉(Shiranuhi)
  - 한라향(Setomi)
  - 황금향(Beni Madonna)
- 영귤(Sudachi)
- 오렌지(Orange)
  - 스위트오렌지(Sweet Orange)
  - 블러드오렌지(Blood Orange)
- 유자(Yuja)
- 하귤(Natsudaidai)